# Хедлунд, Гаррет
Гаррет Джон Хедлунд (англ. Garrett John Hedlund; род. 3 сентября 1984, Розо, Миннесота) — американский актёр, наиболее известный ролями древнегреческого героя Патрокла в эпической картине Вольфганга Петерсена «Троя» и Сэма Флинна в фильме «Трон: Наследие».

## Юность
Гаррет Джон Хедлунд родился 3 сентября 1984 года в Розо, штат Миннесота, в семье Кристин Энн (урожденной Яниш) и Роберта Мартина Хедлунда. Его отец шведского происхождения, а мать норвежского и немецкого происхождения. Он младший из троих детей, у него есть брат Натаниэль и сестра Аманда.
Хедлунд вырос на отдаленной ферме мясного скотоводства недалеко от небольшого городка Ваннаска, штат Миннесота в скандинавской диаспоре. В 9-м классе он переехал жить к своей матери в Аризону. С раннего возраста он питал большую любовь к чтению. В школьные годы он участвовал в хоккее на льду, легкой атлетике, рукопашном бою и американском футболе. В Аризоне он откладывал чаевые от работы официантом, чтобы заплатить за уроки с тренером по актерскому мастерству Джин Фаулер, с которой он работал над речью и сценариями.

## Карьера
После окончания высшей школы Хедлунд сразу же уехал в Лос-Анджелес для продолжения актёрской карьеры. Будучи подростком, Хедлунд работал моделью для журналов L.L.Bean и Teen. Уже спустя месяц после приезда он получил роль Патрокла в исторической драме режиссёра Вольфганга Петерсена «Троя». Далее последовали успешные работы в спортивной драме «В лучах славы» 2004 года и «Кровь за кровь» 2005 года, а также в экранизации романа Кристофера Паолини «Эрагон» 2006 года. В 2007 году он сыграл вместе с Линдси Лохан, Джейн Фонда и Фелисити Хаффман в комедии «Крутая Джорджия» режиссера Гарри Маршалла. В том же году он снялся вместе с Кевином Бэконом в криминальном триллере «Смертный приговор» режиссера Джеймса Вана. В 2004 г. принял участие в сериале «HBO: Первый взгляд», где Гаррет играет самого себя. В 2010 году вышел фильм с его участием: «Трон: Наследие» — продолжение фильма «Трон» (1982).
7 июня 2011 года Хедлунд был назван Человеком года на премии Glamour Awards.
Он также снялся вместе с Кристен Стюарт, Сэмом Райли, Кирстен Данст и Вигго Мортенсеном в роли Дина Мориарти в приключенческой драме 2012 года «На дороге», спродюсированной Фрэнсисом Фордом Копполой. Фильм был снят режиссером Уолтером Саллесом и основан на одноименном романе Джека Керуака. Хедлунд был снят в роли Канэды Сётаро в живой версии Акиры, но производство фильма было отменено.
В 2012 году он стал лицом Prada. Disney подтвердил в декабре 2012 года, что Хедлунд снова сыграет Сэма Флинна в продолжении «Трона: Наследие».
Он снялся вместе с Оскаром Айзеком, Джастином Тимберлейком и Адамом Драйвером во франко-американском комедийном фильме 2013 года «Внутри Льюина Дэвиса» режиссеров Джоэла и Итана Коэнов.
Хедлунд отдает дань уважения павшему ковбою по имени Лейн Фрост в музыкальном клипе на песню «Beautiful War» американской рок-группы Kings of Leon.
В 2013 году он стал лицом мужского аромата Yves Saint Laurent La Nuit de l'Homme.
Хедлунд, как сообщается, отказался от ролей Кристиана Грея в экранизации бестселлера Э.Л.Джеймса «Пятьдесят оттенков серого» и Финника Одейра в фильме «Голодные игры: И вспыхнет пламя».

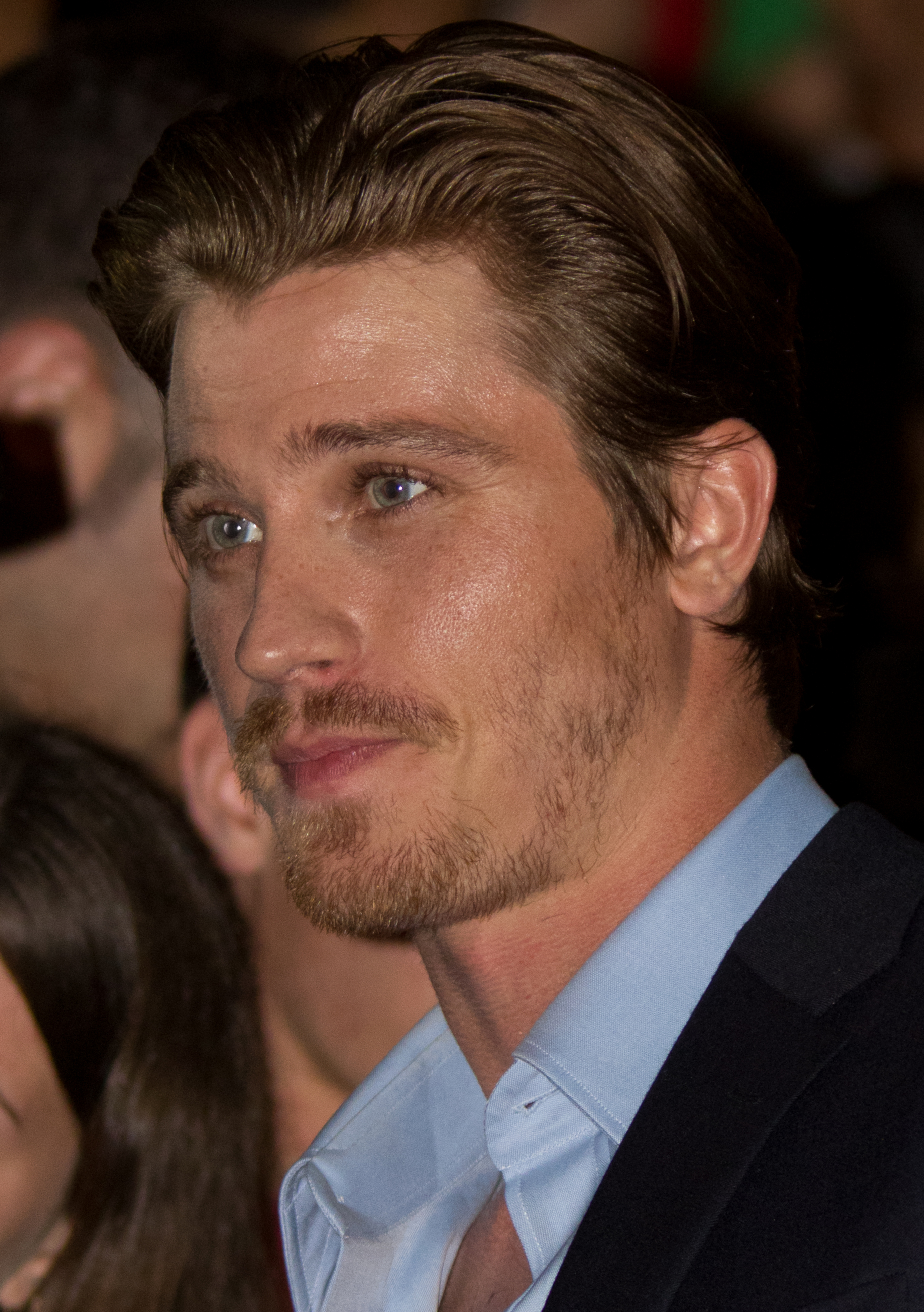
Хедлунд на кинофестивале в Торонто

В 2014 году Хедлунд снялся вместе с Джеком О'Коннеллом и Домналлом Глисоном в исторической драме «Несломленный» режиссера Анджелины Джоли.
Хедлунд также сыграл Джеймса Хука в фильме «Пэн: Путешествие в Нетландию» в 2015 году. В сентябре того же года Хедлунд написал книгу The Art of Pan вместе с Джо Райтом и Кристофером Гроувом.
В 2016 году он снялся вместе с Джо Олвином и Вином Дизелем в военной драме «Долгая прогулка Билли Линна в перерыве футбольного матча» режиссера Энга Ли. В 2017 году он снялся вместе с Кэри Маллиган в фильме Ферма «Мадбаунд» режиссера Ди Риса.
Также в том же году он снялся вместе с Шэрон Стоун в роли начинающего художника в детективном драматическом сериале Стивена Содерберга «Мозаика» на канале HBO. Он был выпущен в двух формах: как мобильное приложение для iOS/Android и как телевизионная драма.
Он снялся вместе с Форестом Уитакером и Ашером в драматическом фильме 2018 года «Бердэн», вдохновленном реальными событиями. В 2019 году он снялся вместе с Беном Аффлеком, Оскаром Айзеком, Чарли Ханнамом и Педро Паскалем в приключенческом фильме, выпущенном Netflix, «Тройная граница». Следом выходит романтическая драма «Грязная музыка» режиссера Грегора Джордана по одноименному роману Тима Уинтона. Хедлунд записал несколько песен для фильма. В августе того же года в качестве цифровой загрузки был выпущен альбом саундтреков (с музыкой из фильма).
В 2021 году он сыграл противоречивого чиновника правительства США Гарри Анслингера в биографическом фильме «Соединённые Штаты против Билли Холидей». На самом деле Анслингеру было от 50 до 60 лет во время съемок фильма. В сентябре 2021 года он снимается в первом подкасте Стивена Кинга под названием «Земляничная весна».

## Личная жизнь
С 2012 года встречался с Кирстен Данст. В конце апреля 2016 стало известно, что Гаррет и Кирстен расстались. По состоянию на апрель 2019 года Хедлунд находится в отношениях с актрисой Эммой Робертс. Эмма в августе 2020 года официально объявила, что они с Хедлундом ожидают рождения сына. 27 декабря 2020 года у Эммы и Гаррета родился сын, которого назвали Роудс Роберт Хедлунд. В январе 2022 года стало известно, что пара разошлась.

## Фильмография
| Год          |     | Русское название                                         | Оригинальное название                | Роль             |
| ------------ | --- | -------------------------------------------------------- | ------------------------------------ | ---------------- |
| 2004         | ф   | Троя                                                     | Troy                                 | Патрокл          |
| 2004         | ф   | В лучах славы                                            | Friday Night Lights                  | Дон Биллингсли   |
| 2005         | ф   | Кровь за кровь                                           | Four Brothers                        | Джек Мерсер      |
| 2006         | ф   | Эрагон                                                   | Eragon                               | Муртаг           |
| 2007         | ф   | Крутая Джорджия                                          | Georgia Rule                         | Харлан           |
| 2007         | ф   | Смертный приговор                                        | Death Sentence                       | Билли Дарли      |
| 2010         | ф   | Трон: Наследие                                           | Tron: Legacy                         | Сэм Флинн        |
| 2010         | ф   | Я ухожу — не плачь                                       | Country Strong                       | Бо Хаттон        |
| 2011         | кор | Трон: Следующий день                                     | Tron: The Next Day                   | Сэм Флинн        |
| 2012         | ф   | На дороге                                                | On the Road                          | Дин Мориарти     |
| 2012         | ф   | Внутри Льюина Дэвиса                                     | Inside Llewyn Davis                  | Джонни Файв      |
| 2014         | ф   | Колыбельная                                              | Lullaby                              | Джонатан         |
| 2014         | ф   | Несломленный                                             | Unbroken                             | Джон Фицджеральд |
| 2015         | ф   | Мохаве                                                   | Mojave                               | Томас            |
| 2015         | ф   | Пэн: Путешествие в Нетландию                             | Pan                                  | Джеймс Крюк      |
| 2016         | ф   | Долгая прогулка Билли Линна в перерыве футбольного матча | Billy Lynn's Long Halftime Walk      | сержант Дайм     |
| 2017         | ф   | Ферма «Мадбаунд»                                         | Mudbound                             | Джейми Макаллан  |
| 2019         | ф   | Тройная граница                                          | Triple Frontier                      | Бен Миллер       |
| 2019         | ф   | Страна грёз                                              | Dreamland                            | Перри Монтрой    |
| 2020         | ф   | Грязная музыка                                           | Dirt Music                           | Лютер Фокс       |
| 2021         | ф   | Соединённые Штаты против Билли Холидей                   | The United States vs. Billie Holiday | Гарри Анслингер  |
| 2022 — н. в. | с   | Король Талсы                                             | Tulsa King                           | Митч Келлер      |
| 2023         | ф   | Дорога отчаяния                                          | Desperation Road                     | Расселл Гейнс    |
| 2023         | ф   | Дочь болотного короля                                    | The Marsh King's Daughter            | Стивен Пеллетье  |